# Walter Traunspurger
Walter Traunspurger (* 1956 in Pfarrkirchen) ist ein deutscher Zoologe. Er war Professor für Tierökologie an der Universität Bielefeld.

## Beruflicher Werdegang
Traunspurger studierte ab 1979 Biologie mit den Schwerpunkten Botanik und Parasitologie an der LMU München. Von 1986 bis 1989 arbeitete er an seiner Dissertation zur „Systematik und Ökologie der Nematoda des Königssees“. Ein Jahr nach seiner Dissertation wurde Traunspurger Laborleiter für aquatische Ökologie und Umweltchemie im Fraunhofer-Institut Schmallenberg. Von 1993 bis 1998 war er Wissenschaftlicher Mitarbeiter (Assistent) für Ökologie  an der LMU München und wurde 1998 als Professor nach Bielefeld berufen. An der Universität Bielefeld leitete er bis zu seiner Emeritierung im September 2022 die Arbeitsgruppe Tierökologie.

## Forschung
Traunspurger und seine Arbeitsgruppe untersuchen ökologische Aspekte wie die Diversität, Taxonomie und das Benthisches Nahrungsnetz, sowie Räuber-Beute-Beziehungen und den Life-cycle von vornehmlich Weichtieren. Auch die Ökotoxikologie spielt hierbei eine Rolle.